# 경마산업선진화포럼
경마산업선진화포럼은 경마에 대한 국민적 인식전환과 건전한 발전방안의 모색을 통해 한국 경마의 선진화에 기여 목적으로 2010년 9월 10일 설립·허가된 대한민국 농림축산식품부 소관의 사단법인이다. 사무실은 서울특별시 송파구 잠실동 86, 아시아선수촌 15-1601에 있다.